# 宮崎労働局
宮崎労働局（みやざきろうどうきょく）は、宮崎県宮崎市にある日本の都道府県労働局で、宮崎県を管轄している。

## 所在地
本局：宮崎県宮崎市橘通東三丁目1番22号 宮崎合同庁舎2・5階
かつては明治安田生命宮崎ビル（高千穂通庁舎）と宮崎合同庁舎（橘通庁舎）に分かれていたが2010年12月27日に宮崎合同庁舎へ集約された。

## 組織
局長
- 総務部
  - 総務課、企画室、労働保険徴収室
- 労働基準部
  - 監督課、健康安全課、賃金室、労災補償課
- 職業安定部
  - 職業安定課、職業対策課、求職者支援室
- 雇用均等室

## 出先機関
労働基準監督署（4署）
- 宮崎労働基準監督署（宮崎市）
- 延岡労働基準監督署（延岡市）
- 都城労働基準監督署（都城市）
- 日南労働基準監督署（日南市）

公共職業安定所（ハローワーク、7所）
- 宮崎公共職業安定所（宮崎市）
- 延岡公共職業安定所（延岡市）
- 日向公共職業安定所（日向市）
- 都城公共職業安定所（都城市）
- 日南公共職業安定所（日南市）
- 高鍋公共職業安定所（児湯郡高鍋町）
- 小林公共職業安定所（小林市）

## 管轄
宮崎県全域

## 不祥事
残業代未払い
2016年3月、2014年4月から2015年2月までの超過勤務手当が非常勤職員に支払っていないことが内部申告により発覚、支払を実施した。